# 弗烏雷鄉 (尼亞姆茨縣)
46°55′27″N 26°42′55″E / 46.9241°N 26.7152°E
弗烏雷鄉（羅馬尼亞語：Comuna Făurei, Neamț），是羅馬尼亞的鄉份，位於該國東北部，由尼亞姆茨縣負責管轄，面積52平方公里，海拔高度382米，2007年人口2,228，人口密度每平方公里43人。